# Chilocorus stigma
Chilocorus stigma is een keversoort behorend tot familie de Coccinellidae.

## Kenmerken
Het is glanzend zwart en er is één rode vlek op elk elytron. De rest van het lichaam is ook zwart, maar de buik is geel of rood. Het wordt soms verward met Chilocorus orbus, die wijdverspreid is in Californië.

## Habitat
C. stigma leeft voornamelijk in terrestrische / boomhabitats en voedt zich voornamelijk met bladluizen die in deze habitats voorkomen en wolluis. Het is een nuttig insect en is nuttig in zowel natuurlijke houtopstanden als commerciële bossen zoals boomgaarden en citrusboomgaarden. Het is gunstig tegen niet-inheemse soorten. 

## Verspreiding
Het is een inheemse inwoner van de Verenigde Staten en Canada, maar woont niet ten westen van de Sierra Nevada. Het is ook geïntroduceerd in Hawaï. 

## Levenscyclus
C. stigma voltooit gewoonlijk twee levenscycli per jaar in Canada en het noorden van de Verenigde Staten, maar kan verder naar het zuiden verschillende levenscycli per jaar voltooien. Ze overwinteren in grondstrooisel tijdens de koudere maanden. Het is aangetoond dat C. stigma, net als andere lieveheersbeestjes, vatbaar is voor het gebruik van insecticiden, waardoor de populatie in het wild afneemt. Om de voordelen van dit insect te behouden, worden gebruikers van pesticiden aangemoedigd om natuurlijke alternatieven voor pesticiden te gebruiken om de achteruitgang van C. stigma tegen te gaan.